# Bomba alternativa

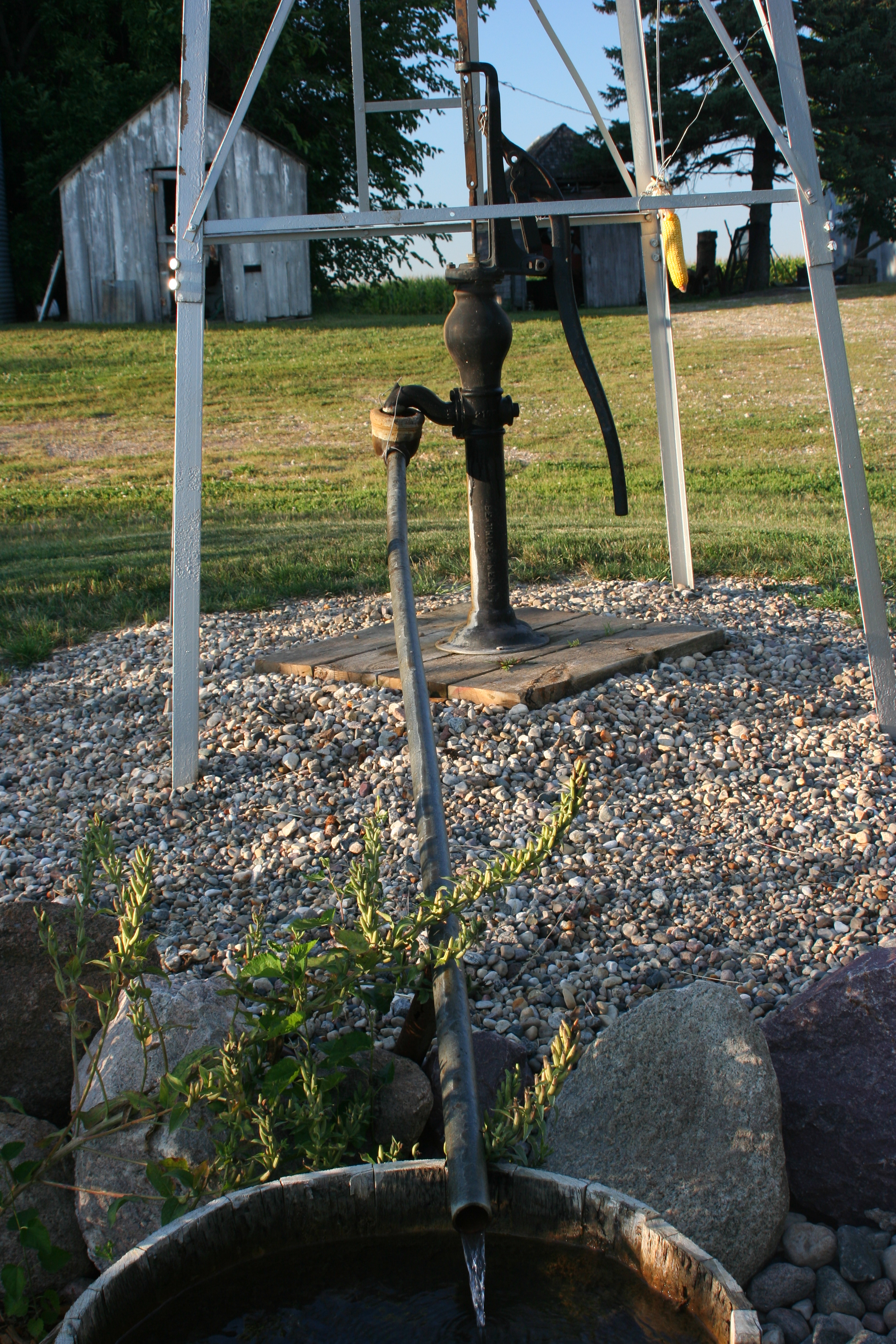
Bomba alternativa impulsada por un molino de viento en una granja para extraer aguade un pozo.

Una bomba alternativa es un mecanismo de bombeo basado en el desplazamiento de vaivén de una pieza estanca, que se utiliza para impulsar fluidos. Incluye las bombas de pistón y las bombas de membrana. Cuando están bien mantenidas, las bombas alternativas pueden durar años o incluso décadas; aunque si se descuidan pueden experimentar goteos y un desgaste severo. A menudo son utilizadas cuando se deben manejar cantidades relativamente pequeñas de líquidos con presiones de entrega bastante elevadas. En las bombas de émbolo, la cámara en la que el líquido se impulsa es un cilindro estacionario que contiene un pistón.

## Tipos
Por el tipo de accionamiento
- Bomba manual: El ejemplo más sencillo es la bomba de bicicleta, ampliamente utilizada para hinchar neumáticos de bicicleta y varios tipos de balones de distintos deportes. La denominación de bomba para estos utensilios no es realmente el término más adecuado, puesto que generan más compresión que volumen de flujo.[2]
- Bombas profundas en pozos: solían accionarse manualmente con una palanca, aunque es frecuente verlas impulsadas por molinos de viento o por pequeños motores de explosión. Cuando el émbolo está situado en superficie, funcionan por aspiración, lo que limita su altura útil de bombeo a menos de los 9 metros de desnivel (debido al efecto de la presión atmosférica).

Por mecanismos
- De acción simple: Consta de un pistón en el que solo uno de sus lados impulsa el fluido.[3] El ejemplo más sencillo sería una jeringuilla.
- De acción doble: Los dos lados del pistón desplazan el fluido. Así, con cada impulso del pistón se producen succión y expulsión al mismo tiempo.  Por este motivo requiere dos tubos de entrada y otros dos de salida.
- De triple acción.

## Ejemplos
Algunos ejemplos de bombas alternativas:
- Bomba manual
- Bomba alternativa axial
- Bomba rotativa de pistones